# Papiereigenschap
Er bestaan vele soorten papier. Het onderscheid tussen de soorten kan beschreven worden met de resultaten van metingen aan het papier. Hier volgt een overzicht van de verschillende papiereigenschappen.
Papiereigenschappen worden gemeten bij 23 °C en 50% relatieve vocht van de lucht.

## Samenstelling van papier
| Eigenschap     | Methode  | Eenheid | Tekst                                                                                                  |
| Asgehalte      | ISO 2144 | %       | Een bepaling voor het vulstofgehalte van het papier door het te verbranden                             |
| Watergehalte   |          | %       | Er bevindt zich altijd water in het papier. Hier wordt het gewichtsverlies bij extreme droging bepaald |
| Zuurgraad (pH) | ISO 6588 | [-]     | Het gaat hier om de oppervlakte-pH                                                                     |

## Algemene Papiereigenschappen
| Eigenschap          | Methode   | Eenheid | Tekst |
| Basismassa          | ISO 536   | g/m2    | 80 g/m2 is standaard kopieerpapier |
| Dikte               | ISO 534   | µm      | Opdikking is een afgeleide eenheid die de verhouding tussen basismassa en dikte weergeeft. Deze ligt meestal rond de 1 (dat wil zeggen 80 grams papier is ongeveer 80 µm dik) |
| Papierlooprichting  |           |         | Je hebt breed -en langlopend papier. Afhankelijk van de looprichting van het papier gaat het vouwen en scheuren makkelijker als je dit met de looprichting mee doet. Ook ziet deze vouw of scheur er mooier uit. Dus als je bijvoorbeeld een langlopend vel papier hebt, is het vouwen in de lengte makkelijker en mooier dan dat je het in de breedte doet. |
| Doek- en bovenzijde |           |         | Meestal is de afdruk van het doek zichtbaar en kan het verschil met het oog waargenomen worden. Strook papier in water dompelen. De bolle kant is de doekzijde van het papier. |
| Dimensiestabiliteit | ISO 8266  | %       | Lengteverandering van het papier wordt gemeten bij verschillende vochtgehaltes in de lucht (25% en 85% RV) |
| Relatief vocht      | ISO 287   | % RV    | Voor de meting kan een steekhygrometer in een stapel papier gestoken worden. In principe wordt het vochtgehalte van de lucht gemeten, waarmee het vochtgehalte van het papier in evenwicht is. |
| Hysterese           |           |         | Het absolute vochtgehalte in papier, waarmee het relatieve vocht in evenwicht is. Hysterese wil zeggen dat dit punt afhankelijk is of het vochtgehalte wordt verhoogd of verlaagd. |
| Krul                | ISO 11556 | mm      | Een stuk papier wordt in een geconditioneerde ruimte gelegd. Gemeten wordt de verhoging van een hoek van het papier na verloop van tijd. |

## Sterkte-eigenschappen
| Eigenschap                    | Methode  | Eenheid  | Tekst |
| Treksterkte                   | ISO 1924 | N/15mm   | Op een trekbank wordt van een strook papier van 15 mm gemeten bij welke kracht het breekt                          |
| Rek                           |          | %        | De rek bij de breuk wordt ook gemeten                                                                              |
| Doorscheurweerstand Elmendorf | ISO 1974 | mN.m2/g  | Eerst wordt een snede in het papier gemaakt, dan wordt de kracht gemeten waarbij de papierstrook doorscheurt       |
| Berststerkte                  | ISO 2758 | kPa.m2/g | De druk die op een cirkelvormig papier wordt uitgeoefend, waarbij het papier barst                                 |
| Vouwgetal                     | ISO 5626 | [-]      | Weerstand tegen dubbelvouwen. Het aantal keer vouwen, waarbij het papier scheurt wordt gemeten                     |
| Natsterkte                    | ISO 3781 | %        | De verhouding van de treksterkte van het papier in natte en droge toestand. Dit is zeer belangrijk voor WC-Papier. |
| Stijfheid                     | ISO 2493 | mN       | De weerstand tegen buiging                                                                                         |

## Oppervlakte-eigenschappen
| Eigenschap             | Methode    | Eenheid | Tekst |
| Gladheid Bekk          | ISO 5627   |         | De tijd waarin een bepaalde hoeveelheid lucht, die ontsnapt uit een cilinder die op het papier is gedrukt, wordt gemeten. Hoe ruwer het papier, hoe sneller de lucht ontsnapt.                          |
| Gladheid Gurley        |            |         | De tijd waarin een bepaalde hoeveelheid lucht, die ontsnapt uit een cilinder die op het papier is gedrukt, wordt gemeten. Hoe ruwer het papier, hoe sneller de lucht ontsnapt.                          |
| Ruwheid Bendtsen       | ISO 8791-2 | ml/min  | Tijdens een vastgestelde tijd wordt de hoeveelheid lucht, die ontsnapt uit een cilinder die op het papier is gedrukt, gemeten. Hoe ruwer het papier, hoe meer lucht ontsnapt.                           |
| Ruwheid Sheffield      | ISO 8791-3 |         | Tijdens een vastgestelde tijd wordt de hoeveelheid lucht, die ontsnapt uit een cilinder die op het papier is gedrukt, gemeten. Hoe ruwer het papier, hoe meer lucht ontsnapt.                           |
| Plukweerstand Dennison |            | Nr      | Wasstaafjes met verschillende kleefkracht worden warm gemaakt en op het papier gedrukt. Wanneer het staafje wordt verwijderd van het papier wordt gekeken, bij welk staafje er papiervezels aan hangen. |
| Plukweerstand IGT      |            |         | Met deze methode wordt het drukproces het meest benaderd. Het werkt met een plukolie. |
| Internal Bond          |            | J/m2    | |

## Optische eigenschappen
| Eigenschap             | Methode    | Eenheid | Tekst |
| Kleur XYZ              | ISO 5631 ? |         | Deze kleurmeting bepaalt de kleur in de XYZ (of xyY) coördinaten. Meer over kleur.                                                    |
| Kleur Lab              | ISO 5631 ? |         | Deze kleurmeting bepaalt de kleur in de Lab coördinaten. Meer over kleur.                                                             |
| CIE-Witheid            | ISO 11475  |         | Er bestaan vele soorten witheid (CIE, Ganz)                                                                                           |
| Witheid ISO-Brightness | ISO 2470   | %       | De meting van de reflectie bij de golflengte 457 nm. Dit is in het blauwe gedeelte van het zichtbare spectrum.                        |
| Opaciteit              | ISO 2471   | %       | Mate van ondoorschijnendheid. Meting bij 575 nm, omdat bij deze golflengte het menselijk oog het gevoeligst is.                       |
| Doorzicht of formatie  |            | %       | De regelmatigheid van het papierblad, wanneer het voor een lichtbron gehouden wordt.                                                  |
| Glans                  | ISO 8254   |         | Gemeten wordt de weerkaatsing van licht dat onder een bepaalde hoek op het papier valt. Glans wordt bij verschillende hoeken gemeten. |

## Absorptie- en doorlaatbaarheid
| Eigenschap          | Methode    | Eenheid | Tekst |
| Porositeit Bendtsen | ISO 5636/3 |         | De doorlaatbaarheid van papier voor gas. Gemeten wordt de hoeveelheid lucht die door een vastgestelde oppervlakte van het papier gedrukt kan worden in een bepaalde tijd onder een vast drukverschil. |
| Porositeit Gurley   | ISO 5636/5 |         | De doorlaatbaarheid van papier voor gas. Gemeten wordt de hoeveelheid lucht die door een vastgestelde oppervlakte van het papier gedrukt kan worden in een bepaalde tijd onder een vast drukverschil. |
| Wateropname - Cobb  | ISO 535    | g/m2    | Gemeten wordt hoeveel gram water in het papier opgenomen kan worden in een bepaalde tijd. |
| Oliegetal           |            |         | Gemeten wordt hoeveel gram olie in het papier opgenomen kan worden in een bepaalde tijd |
| Alkalische reserve  | ISO 10716  | mol/kg  | Deze methode is belangrijk voor de archiveerbaarheid. Deze methode bepaalt de buffering van zuur uit de omgeving, die anders het papier kapotmaakt.                                                   |